# Чардели Инфериоре (Авелино)
Чардели Инфериоре је насеље у Италији у округу Авелино, региону Кампанија.
Према процени из 2011. у насељу је живело 106 становника. Насеље се налази на надморској висини од 442 м.